# Liparis krameri
Liparis krameri är en orkidéart som beskrevs av Adrien René Franchet och Paul Amédée Ludovic Savatier. Liparis krameri ingår i släktet gulyxnen, och familjen orkidéer. Inga underarter finns listade i Catalogue of Life.